# Dan Jancevski
Dan Jancevski (Kanada, Ontario, Windsor, 1981. június 15. –) profi jégkorongozó védő.

## Karrier
Komolyabb junior karrierjét az OHL-es London Knightsban kezdte 1998-ban és 2001-ig volt a csapat tagja. Ekkor szezon közben a szintén OHL-es Sudbury Wolvesba került. Az 1999-es NHL-drafton a Dallas Stars választotta ki a harmadik kör 66. helyén. Felnőtt pályafutását az AHL-es Utah Grizzliesben kezdte 2001-ben és 2004-ig játszott ebben a csapatban. Ekkor egy szezonra az AHL-es Hamilton Bulldogsba került. A következő szezonban két mérkőzésen bemutatkozott az NHL-ben a Dallas Starsban de a szezon hátralévő részét a farmcsapatban az Iowa Starsban kellett eltöltenie. 2006-ban a Montreal Canadienshez került mint szabadügynök, így ebben a szezonban csapat alsóbb ligás csapatában, a Hamilton Bulldogsban játszott és ekkor az AHL bajnokai lettek. 2007 nyarán a Tampa Bay Lightning leigazolta egy évre de csak két mérkőzést játszhatott a Tampa Bay-ben. A többi mérkőzést az AHL-es Norfolk Admiralsban játszotta le. 2008 elején Junior Lessardért cserébe a Dallas visszaszerezte de csak két mérkőzésen léphetett jégre az NHL-ben a többit az Iowa Starsban töltötte. 2008–2009-ben háromszor ölthette magára a Dallas mezét és a többit megint az AHL-ben játszotta le a Hamilton Bulldogsban. 2009–2010-ben az újonnan alapított AHL-es Texas Starsban szerepelt. Ezt az évet végig játszotta a Texas Starsban és a rájátszásban is jégre léphetett, ahol eljutottak a Calder-kupa döntőbe, de ott kikaptak a Hershey Bears csapatától. 2010–2011-ben elhagyta a texas-i csapatot és a Adirondack Phantomshoz került. A 2011–2012-es idényben is a Phantoms játszott és a rájátszásba nem jutottak be.

## Díjai
- Calder-kupa: 2007

## Karrier statisztika
| 1998–1999       | London Knights      | OHL             | 68  | 2  | 12  | 14  | 115  | 25 | 1 | 7  | 8  | 24 |
| 1999–2000       | London Knights      | OHL             | 59  | 8  | 15  | 23  | 138  | —  | — | —  | —  | —  |
| 2000–2001       | London Knights      | OHL             | 39  | 4  | 23  | 27  | 95   | —  | — | —  | —  | —  |
| 2000–2001       | Sudbury Wolves      | OHL             | 31  | 3  | 14  | 17  | 42   | 12 | 0 | 9  | 9  | 17 |
| 2001–2002       | Utah Grizzlies      | AHL             | 77  | 0  | 13  | 13  | 147  | 5  | 0 | 0  | 0  | 4  |
| 2002–2003       | Utah Grizzlies      | AHL             | 76  | 1  | 10  | 11  | 172  | 2  | 0 | 1  | 1  | 12 |
| 2003–2004       | Utah Grizzlies      | AHL             | 80  | 5  | 17  | 22  | 171  | —  | — | —  | —  | —  |
| 2004–2005       | Hamilton Bulldogs   | AHL             | 80  | 6  | 20  | 26  | 163  | 4  | 0 | 0  | 0  | 2  |
| 2005–2006       | Iowa Stars          | AHL             | 77  | 9  | 29  | 38  | 91   | 7  | 1 | 1  | 2  | 6  |
| 2005–2006       | Dallas Stars        | NHL             | 2   | 0  | 0   | 0   | 0    | —  | — | —  | —  | —  |
| 2006–2007       | Hamilton Bulldogs   | AHL             | 80  | 7  | 24  | 31  | 87   | 22 | 3 | 11 | 14 | 16 |
| 2007–2008       | Norfolk Admirals    | AHL             | 37  | 4  | 16  | 20  | 52   | —  | — | —  | —  | —  |
| 2007–2008       | Tampa Bay Lightning | NHL             | 2   | 0  | 0   | 0   | 2    | —  | — | —  | —  | —  |
| 2007–2008       | Iowa Stars          | AHL             | 33  | 3  | 7   | 10  | 36   | —  | — | —  | —  | —  |
| 2007–2008       | Dallas Stars        | NHL             | 2   | 0  | 0   | 0   | 0    | —  | — | —  | —  | —  |
| 2008–2009       | Hamilton Bulldogs   | AHL             | 76  | 1  | 27  | 28  | 76   | 6  | 0 | 3  | 3  | 6  |
| 2008–2009       | Dallas Stars        | NHL             | 3   | 0  | 0   | 0   | 0    | —  | — | —  | —  | —  |
| 2009–2010       | Texas Stars         | AHL             | 78  | 3  | 20  | 23  | 71   | 24 | 1 | 11 | 12 | 20 |
| 2010–2011       | Adirondack Phantoms | AHL             | 75  | 0  | 15  | 15  | 34   | —  | — | —  | —  | —  |
| 2011–2012       | Adirondack Phantoms | AHL             | 75  | 3  | 11  | 14  | 53   | —  | — | —  | —  | —  |
| NHL Összesített | NHL Összesített     | NHL Összesített | 9   | 0  | 0   | 0   | 2    | —  | — | —  | —  | —  |
| AHL Összesített | AHL Összesített     | AHL Összesített | 844 | 42 | 206 | 248 | 1153 | 57 | 5 | 22 | 27 | 52 |
| OHL Összesített | OHL Összesített     | OHL Összesített | 197 | 17 | 64  | 81  | 390  | 37 | 1 | 16 | 17 | 41 |